# Greg Tiernan
Greg Tiernan est un réalisateur, animateur et acteur irlandais, né à Dublin le 19 juin 1965.

## Filmographie

### Réalisateur
- 1996 : Disney's Animated Storybook: The Hunchback of Notre Dame
- 2006 : Cendrillon et le Prince (pas trop) charmant
- 2010-2012 : Thomas et ses amis (80 épisodes)
- 2016 : Sausage Party (coréalisé avec Conrad Vernon)
- 2019 : La Famille Addams (The Addams Family) (coréalisé avec Conrad Vernon)

### Acteur
- 2015 : City in Crisis : Le Leprechaun noir (1 épisode)
- 2016 : Sausage Party : une patate et une soupe de nouilles

### Animateur
- 1986 : Fievel et le Nouveau Monde
- 1988 : Le Petit Dinosaure et la Vallée des merveilles
- 1989 : Charlie
- 1990 : Werner – Beinhart! (de)
- 1991 : Dare Dare Motus (1 épisode)
- 1992 : Cool World
- 1992 : Der kleene Punker
- 1992 : Les Razmoket (3 épisodes)
- 1994 : Felidae
- 1994 : Animated Storybook: The Lion King
- 1994 : Aladdin Activity Center
- 1995 : Gargoyles
- 1995 : Donald Starring in Maui Mallard
- 1995 : Timon and Pumbaa's Jungle Games
- 1997 : Disney's Animated Storybook: Hercules
- 1997 : Mr. Magoo
- 1997 : Hercules
- 1999 : Tarzan Activity Center
- 2000 : Les Aventures de Tigrou
- 2005 : God of War
- 2006 : Cendrillon et le Prince (pas trop) charmant
- 2007 : Roxy Hunter and the Mystery of the Moody Ghost
- 2008 : Roxy Hunter and the Myth of the Mermaid
- 2008 : Roxy Hunter et le Secret du Shaman
- 2008 : Roxy Hunter and the Horrific Halloween

### Storyboardeur
- 2000 : La Famille Delajungle (1 épisode)
- 2004 : Bionicle 2 : La Légende de Metru Nui
- 2010 : Thomas et ses amis (1 épisode)